# Altmannstein
Altmannstein es un municipio ubicado en el distrito de Eichstätt, Baviera, Alemania.